# Ron Vlaar
Ron Vlaar, de son nom complet Ron Peter Vlaar, né le 16 février 1985 à Hensbroek aux Pays-Bas, est un  ancien footballeur international néerlandais qui évoluait au poste de défenseur central.

## Biographie

### AZ Alkmaar
Issu d'une famille de sportifs, Ron Vlaar, rejoint à six ans le petit club d'Apollo '68 à Hensbroek sa ville natale. À la fin de l'école primaire, en 1995, il signe au SVW '27 (à Heerhugowaard) pour une saison avant de rejoindre les équipes de jeunes de l'AZ Alkmaar dès l'âge de 11 ans. Il signe officiellement son premier contrat "jeune" en 2002 (courant jusqu'en 2007) avec les dirigeants de l'AZ.
Il fait officiellement ses débuts avec l'équipe A à l'âge de 20 ans lors de la saison 2004-2005, bénéficiant de la blessure de nombreux joueurs au printemps 2005. Le 23 avril 2005, il dispute ainsi son premier match face au RKC Waalwijk (2-1) au côté de l'expérimenté Barry Opdam. Quelques jours plus tard, il fait ses premiers pas en Coupe d'Europe disputant la demi-finale aller de la Coupe UEFA 2004-2005 face au Sporting Portugal (1-2). Durant cette période, Vlaar joue cinq matches, dont deux dans la seconde compétition continentale.
Malgré ces matches et la sollicitation surprise de Marco van Basten pour le faire évoluer en sélection A, le jeune défenseur central retrouve sa place sur le banc, l'entraineur Louis van Gaal préférant faire confiance à des joueurs d'expérience. Il joue quelques bribes de matches avec l'AZ Alkmaar avant de réclamer plus de temps de jeu et un départ dans un autre club durant l'hiver 2005-2006. 

### Feyenoord
Après quelques touches avec l'Ajax Amsterdam et Tottenham, il signe finalement avec le Feyenoord Rotterdam le 28 décembre 2005.
Il fait officiellement ses débuts avec le Feyenoord le 15 janvier 2006 face à Vitesse Arnhem (0-1). Il joue 16 matches durant la deuxième partie de la saison sans inscrire un seul but.
Il se blesse au pied lors d'un match de pré-saison en aout 2006 face aux Anglais de Reading (2-1). À la suite de cette blessure que l'on croit au départ plutôt bénigne, Vlaar doit subir un arrêt de plusieurs mois. Il fait finalement son retour durant la deuxième partie de la saison et regagne sa place, jouant 20 matches début 2007. L'été 2007 marque l'arrivée de Bert van Marwijk sur le banc du Feyenoord et de Kevin Hofland au sein de la défense centrale du club. C'est alors que Ron Vlaar est gravement blessé: le 16 septembre 2007, lors de la 4e journée du championnat, face à Roda JC (1-3), il est victime d'une rupture des ligaments croisés qui le laisse sur le flanc durant la totalité de la fin de saison. Une infection bactériologique et des complications retardent son retour à la compétition mais le jeune défenseur central, alors âgé de 22 ans est sur le point de revenir sur les terrains au début de la saison 2008-2009. Mais de nouveau lors la pré-saison, il subit de nouveau une rupture des ligaments croisés à la suite d'un contact anodin avec son coéquipier Kevin Hofland. Il rate l'intégralité de la édition 2008-2009. Presque deux ans après sa blessure, il fait finalement un excellent retour avec son club s'imposant sur la durée en défense centrale au côté du Brésilien André Bahia. Le 24 septembre 2009, il brille en inscrivant un but, partant avec le ballon de son camp, à plus de 60 mètres face à Harkemase Boys en KNVB Cup. Ses performances attirent naturellement l’œil du sélectionneur national et son ancien entraineur à Rotterdam, van Marwijk qui l'incorpore dans sa pré-liste pour la Coupe du monde 2010 en Afrique du Sud (il sera finalement recalé). Lors de la saison 2011-2012, il contribue grandement à la seconde place de Feyenoord en Eredivisie derrière l'Ajax Amsterdam. 

### Aston Villa
Le 1er août 2012, il rejoint Aston Villa pour un contrat de 3 ans. Il quitte le club en fin de contrat à l'été 2015.

### Retour à Alkmaar
Libre, il signe en faveur de son ancien club l'AZ Alkmaar en décembre 2015.
Le 10 février 2021, Ron Vlaar annonce l'arrêt de sa carrière professionnelle à la suite de blessures récurrentes.

### Carrière en sélection
Vlaar est appelé en équipe des Pays-Bas des moins de 20 ans de football en 2005 et participe à la Coupe du monde des U20 en 2005 où les Néerlandais sont éliminés en quarts de finale (il joue tous les matchs). Il fait ensuite partie de la talentueuse sélection espoirs avec laquelle il gagne les Championnats d'Europe espoirs 2006 et 2007. 
Il est appelé en sélection en juin 2005 pour un match éliminatoire face à la Roumanie (2-0) mais ne rentre pas en jeu. Sa première cape officielle fut finalement enregistrée le 8 octobre 2005 lors d'une rencontre comptant pour les éliminatoires de la Coupe du monde 2006 face à la Tchéquie (victoire 0-2 des Pays-Bas). Après une longue période de blessures et deux saisons quasiment blanches de 2007 à 2009, Vlaar fait son retour avec Feyenoord durant l'été 2009 et retrouve petit à petit son meilleur niveau. Quelques semaines avant la phase finale de la Coupe du monde 2010, il est même pré-sélectionné pour disputer la compétition mais n'est finalement pas retenu par Bert van Marwijk pour faire partie du groupe des 23.
Il inscrit son premier but avec les Oranje contre l'Irlande du Nord, le 2 juin 2012 en match de préparation pour l'Euro 2012 d'une tête sur corner à la 78e minute.
Il dispute finalement sa première phase finale avec les A lors de cette compétition organisée en juin 2012 en Ukraine et en Pologne, composant la charnière centrale de l'équipe hollandaise face au Danemark (0-1) avec le joueur d'Everton, John Heitinga. Restant sur le banc face à l'Allemagne (1-2), il est titulaire lors du troisième match couperet face au Portugal (1-2). Avec trois défaites au premier tour, les Néerlandais sont éliminés piteusement de la compétition dès le premier tour malgré un statut de vice-champion du monde en titre.
Vlaar est sélectionné par l'entraîneur des Pays-Bas Louis van Gaal pour la Coupe du monde de football 2014 qui se déroule en Brésil. Il est titulaire à chaque match et est généralement considéré comme l'un des meilleurs défenseurs du tournoi.
Pendant la séance de tirs au but de la demi-finale Pays-Bas – Argentine, le défenseur néerlandais voit son penalty être stoppé par le gardien argentin Sergio Romero. Les Pays-Bas se font éliminer par les Argentins sur un score de 0-0 a.p. (2-4 t.a.b.). 
Vlaar et ses coéquipiers remportent ensuite la médaille de bronze en s'imposant dans le match pour la troisième place contre le Brésil sur un score de 3-0 (Buts de Van Persie (s.p.), Blind et Wijnaldum)

## Palmarès

### En club
Feyenoord Rotterdam
- Coupe des Pays-Bas
  - Vainqueur (1) : 2008

### En sélection
Pays-Bas espoirs
- EURO Espoirs
  - Vainqueur (2) : 2006, 2007

 Pays-Bas
- Coupe du monde de la FIFA
  - Troisième place (1) : 2014